# Droga wojewódzka 196
Die Droga wojewódzka 196 (DW 196) ist eine 68,5 Kilometer lange Droga wojewódzka (Woiwodschaftsstraße) in der polnischen Woiwodschaft Großpolen, die Posen  mit Wągrowiec verbindet. Sie liegt in der kreisfreien Stadt Posen, im Powiat Poznański und im Powiat Wągrowiecki.

## Straßenverlauf
Woiwodschaft Großpolen, Kreisfreie Stadt Posen
-  Poznań (Posen) (A 2, E 30, DK 5, E 261, S 5, S 11)
-  Opłotki
-  Kowalewicka
-  Klinkierowa, Ostatnia
-  Tankstelle, Łukoil
-  Rawicka
-  Bojanowska
-  Hallera
-  Rakoniewicka
-  Brücke (Viadukt) (Kosynierzy Górczyński-Viadukt)
-  Zgoda
-  Częstochowska, Jarochowskiego
-  Krzysztofa Arciszewskiego
-  Zamknięta
-  Górczyńska
-  Macieja Palacza
-  Ulica Hetmańska w Poznaniu (DW 433)
-  Józefa Rogalińskiego
-  Szymborska
-  Wojciecha Cybulskiego
-  Jarochowskiego
-  Władysława Nehringa
-  Kasprzaka
-  Głogowska
-  Dmowskiego
-  Kolejowa, Górecka
-  Tunnel (Bahnstrecke Wrocław–Poznań)
-  Fabryczna
-  26.-Juni-Straße 
-  Rolna
-  Dolna Wilda (DW 430)
-  Brücke (Viadukt) (Hetmański-Viadukt)
-  Brücke (Przemyśl-I-Brücke über die Warthe)
-  Rataje
-  Tankstelle, Łukoil (PKN Orlen)
-  Krucza
-  Tankstelle, Łukoil (eMILA)
-  Szczytnicka
-  Jastrzębia
-  Na skarpie
-  Obrzyca
-  Piłsudskiego
-  Kreisverkehr, Rataje (Rataje-Kreisverkehr, DW 433)
-  Rocha, Łacina
-  Kórnicka
-  Kalisk
-  Berdychowo, abpa Baraniaka
-  Kreisverkehr, Śródka (Śródka-Kreisverkehr)
-  Stanisława Małachowskiego
-  Bydgoska
-  Brücke (unter einer Eisenbahnbrücke)
-  Wincentego, Zawady
-  Bernata, Główna
-  Smolna
-  Brücke (Główna)
-  Bałtycka, Chemiczna (DK 92)  
-  Bałtycka, Gdyńska (DK 92)
-  Bahnübergang
-  Chemiczna
-  (geplant)
-  Brücke (Viadukt) (Bahnstrecke Poznań–Bydgoszcz)
-  Empfangsgebäude, Karolin
-  Brücke (Viadukt)

Woiwodschaft Großpolen, Powiat Poznański
-  Koziegłowy (Ziegenhagen)
-  Poznańska
-  Piaskowa 
-  Czerwonak (Czerwonak)
-  Bahnübergang (Bahnstrecke Poznań–Bydgoszcz)
-  Owińska
-  Bahnübergang (Bahnstrecke Poznań–Bydgoszcz)
-  Bolechowo
-  Bahnübergang (Bahnstrecke Poznań–Bydgoszcz)
-  Murowana Goślina (Murowana Goslin) (DW 187)
-  Wojnowo
-  Łopuchowo

Woiwodschaft Großpolen, Powiat Wągrowiecki
-  Sławica
-  Sława Wielkopolska (Deutschfeldhof) (DW 197)
-  Skoki (Schokken), Rogozińska
-  Skoki (Schokken)
-  Skoki (Schokken), Wczasowa 
-  Roszkowo
-  Przysieka
-  Wiatrowo (Wiatrowo)
-  Łęgowo
-  Wągrowiec (Wangrowiec)
-  Kreisverkehr, Śródka (DW 241)
-  Wągrowiec, Gnieźnieńska (DW 190)